# Sveriges herrlandskamper i fotboll 1990–1999
Sveriges herrlandskamper i fotboll 1990–1999 omfattade bland annat VM 1990 och VM 1994 och EM 1992.
I VM 1990 i Italien spelade Sverige i grupp C och mötte där Brasilien, Costa Rica och Skottland. Sverige förlorade samtliga matcher med 1-2. De svenska målskyttarna var Tomas Brolin, Glenn Strömberg och Johnny Ekström. Förbundskapten var Olle Nordin.
I EM 1992 i Sverige spelade Sverige i grupp 1 och mötte Frankrike, Danmark och England. Man spelade oavgjort mot Frankrike och slog både Danmark och England, och vann därmed gruppen. I semifinalen mot Tyskland förlorade Sverige. De svenska målskyttarna var Jan Eriksson, Tomas Brolin och Kennet Andersson. Förbundskapten var Tommy Svensson.
I VM 1994 i USA spelade Sverige i grupp B och mötte Brasilien, Kamerun, Ryssland. Sverige spelade oavgjort mot Kamerun och Brasilien och besegrade Ryssland. I åttondelsfinalen besegrade Sverige Saudiarabien. I kvartsfinalen mötte Sverige Rumänien och segrade efter förlängning och straffläggning. I semifinalen förlorade Sverige mot Brasilien. Sverige tog brons i och med segern mot Bulgarien. Bronset firades bland annat i Rålambshovsparken, där tusentals människor samlats. De svenska målskyttarna var Roger Ljung, Martin Dahlin, Tomas Brolin, Kennet Andersson, Håkan Mild och Henrik Larsson. Övriga spelare i laget var Thomas Ravelli, Roland Nilsson, Patrik Andersson, Joachim Björklund, Stefan Schwarz , Klas Ingesson, Jonas Thern,  Mikael Nilsson, Pontus Kåmark, Teddy Lučić, Anders Limpar, Stefan Rehn, Magnus Erlingmark, Jesper Blomqvist, Lars Eriksson och Magnus Hedman. Förbundskapten var Tommy Svensson.

## 1990
| Datum        | Spelplats |                       |           | Resultat | Typ av match  |
| ------------ | --------- | --------------------- | --------- | -------- | ------------- |
| 14 februari  | Dubai     | Förenade arabemiraten | Sverige   | 2 – 1    | Träningsmatch |
| 17 februari  | Dubai     | Förenade arabemiraten | Sverige   | 0 – 2    | Träningsmatch |
| 21 februari  | Bryssel   | Belgien               | Sverige   | 0 – 0    | Träningsmatch |
| 11 april     | Alger     | Algeriet              | Sverige   | 1 – 1    | Träningsmatch |
| 25 april     | Solna     | Sverige               | Wales     | 4 – 2    | Träningsmatch |
| 27 maj       | Solna     | Sverige               | Finland   | 6 – 0    | Träningsmatch |
| 10 juni      | Turin     | Sverige               | Brasilien | 1 –2     | VM 1990       |
| 16 juni      | Genua     | Skottland             | Sverige   | 2 – 1    | VM 1990       |
| 20 juni      | Genua     | Costa Rica            | Sverige   | 2 – 1    | VM 1990       |
| 22 augusti   | Stavanger | Norge                 | Sverige   | 1 – 2    | Träningsmatch |
| 5 september  | Västerås  | Sverige               | Danmark   | 0 – 1    | Träningsmatch |
| 26 september | Solna     | Sverige               | Bulgarien | 2 – 0    | Träningsmatch |
| 10 oktober   | Solna     | Sverige               | Tyskland  | 1 – 3    | Träningsmatch |

## 1991
| Datum       | Spelplats  |          |               | Resultat               | Typ av match  |
| ----------- | ---------- | -------- | ------------- | ---------------------- | ------------- |
| 17 april    | Aten       | Grekland | Sverige       | 2 – 2                  | Träningsmatch |
| 1 maj       | Solna      | Sverige  | Österrike     | 6 – 0                  | Träningsmatch |
| 5 juni      | Solna      | Sverige  | Colombia      | 2 – 2                  | Träningsmatch |
| 13 juni     | Göteborg   | Sverige  | Sovjetunionen | 1 – 1, 2 – 3 ef. förl. | För-EM 1991   |
| 15 juni     | Norrköping | Sverige  | Danmark       | 4 – 0                  | För-EM 1991   |
| 8 augusti   | Oslo       | Norge    | Sverige       | 1 – 2                  | Träningsmatch |
| 21 augusti  | Gdynia     | Polen    | Sverige       | 2 – 0                  | Träningsmatch |
| 4 september | Solna      | Sverige  | Jugoslavien   | 4 – 3                  | Träningsmatch |
| 9 oktober   | Luzern     | Schweiz  | Sverige       | 3 – 1                  | Träningsmatch |

## 1992
| Datum       | Spelplats   |            |           | Resultat | Typ av match  |
| ----------- | ----------- | ---------- | --------- | -------- | ------------- |
| 26 januari  | Sydney      | Australien | Sverige   | 0 – 0    | Träningsmatch |
| 29 januari  | Adelaide    | Australien | Sverige   | 1 – 0    | Träningsmatch |
| 2 februari  | Melbourne   | Australien | Sverige   | 1 – 0    | Träningsmatch |
| 22 april    | Tunis       | Tunisien   | Sverige   | 0 – 1    | Träningsmatch |
| 7 maj       | Solna       | Sverige    | Polen     | 5 – 0    | Träningsmatch |
| 27 maj      | Solna       | Sverige    | Ungern    | 2 – 1    | Träningsmatch |
| 10 juni     | Solna       | Frankrike  | Sverige   | 1 – 1    | EM 1992       |
| 14 juni     | Solna       | Sverige    | Danmark   | 1 – 0    | EM 1992       |
| 17 juni     | Solna       | England    | Sverige   | 1 – 2    | EM 1992       |
| 21 juni     | Solna       | Sverige    | Tyskland  | 2 – 3    | Sf EM 1992    |
| 26 augusti  | Oslo        | Norge      | Sverige   | 2 – 2    | Träningsmatch |
| 9 september | Helsingfors | Finland    | Sverige   | 0 – 1    | VM-kval       |
| 7 oktober   | Solna       | Sverige    | Bulgarien | 2 – 0    | VM-kval       |
| 11 november | Tel Aviv    | Israel     | Sverige   | 1 – 3    | VM-kval       |

## 1993
| Datum       | Spelplats |           |           | Resultat | Typ av match  |
| ----------- | --------- | --------- | --------- | -------- | ------------- |
| 15 april    | Budapest  | Ungern    | Sverige   | 0 – 2    | Träningsmatch |
| 28 april    | Paris     | Frankrike | Sverige   | 2 – 1    | VM-kval       |
| 19 maj      | Solna     | Sverige   | Österrike | 1 – 0    | VM-kval       |
| 2 juni      | Solna     | Sverige   | Israel    | 5 – 0    | VM-kval       |
| 11 augusti  | Borås     | Sverige   | Schweiz   | 1 – 2    | Träningsmatch |
| 22 augusti  | Solna     | Sverige   | Frankrike | 1 – 1    | VM-kval       |
| 8 september | Sofia     | Bulgarien | Sverige   | 1 – 1    | VM-kval       |
| 13 oktober  | Solna     | Sverige   | Finland   | 3 – 2    | VM-kval       |
| 10 november | Wien      | Österrike | Sverige   | 1 – 1    | VM-kval       |

## 1994
| Datum       | Spelplats          |           |              | Resultat                              | Typ av match  |
| ----------- | ------------------ | --------- | ------------ | ------------------------------------- | ------------- |
| 18 februari | Miami, USA         | Sverige   | Colombia     | 0 – 0                                 | Träningsmatch |
| 20 februari | Miami              | USA       | Sverige      | 1 – 3                                 | Träningsmatch |
| 24 februari | Fresno, USA        | Sverige   | Mexiko       | 1 – 2                                 | Träningsmatch |
| 20 april    | Wrexham            | Wales     | Sverige      | 0 – 2                                 | Träningsmatch |
| 5 maj       | Solna              | Sverige   | Nigeria      | 3 – 1                                 | Träningsmatch |
| 26 maj      | Köpenhamn          | Danmark   | Sverige      | 1 – 0                                 | Träningsmatch |
| 5 juni      | Solna              | Sverige   | Norge        | 2 – 0                                 | Träningsmatch |
| 12 juni     | Mission Viejo, USA | Rumänien  | Sverige      | 1 – 1                                 | Träningsmatch |
| 19 juni     | Los Angeles        | Kamerun   | Sverige      | 2 – 2                                 | VM 1994       |
| 24 juni     | Detroit            | Sverige   | Ryssland     | 3 – 1                                 | VM 1994       |
| 28 juni     | Detroit            | Brasilien | Sverige      | 1 – 1                                 | VM 1994       |
| 3 juli      | Dallas             | Sverige   | Saudiarabien | 3 – 1                                 | 8-del VM 1994 |
| 10 juli     | San Francisco      | Sverige   | Rumänien     | 1 – 1, 2 – 2 ef. förl, 7 – 6 ef. str. | Kf VM 1994    |
| 13 juli     | Los Angeles        | Brasilien | Sverige      | 1 – 0                                 | Sf VM 1994    |
| 16 juli     | Los Angeles        | Sverige   | Bulgarien    | 4 – 0                                 | B VM 1994     |
| 17 augusti  | Örebro             | Sverige   | Litauen      | 4 – 2                                 | Träningsmatch |
| 7 september | Reykjavik          | Island    | Sverige      | 0 – 1                                 | EM-kval       |
| 12 oktober  | Bern               | Schweiz   | Sverige      | 4 – 2                                 | EM-kval       |
| 16 november | Solna              | Sverige   | Ungern       | 2 – 0                                 | EM-kval       |

## 1995
| Datum       | Spelplats  |           |           | Resultat | Typ av match  |
| ----------- | ---------- | --------- | --------- | -------- | ------------- |
| 3 mars      | Limassol   | Cypern    | Sverige   | 3 – 3    | Träningsmatch |
| 29 mars     | Istanbul   | Turkiet   | Sverige   | 2 – 1    | EM-kval       |
| 26 april    | Budapest   | Ungern    | Sverige   | 1 – 0    | EM-kval       |
| 1 juni      | Solna      | Sverige   | Island    | 1 – 1    | EM-kval       |
| 4 juni      | Birmingham | Brasilien | Sverige   | 1 – 0    | För-EM 1995   |
| 8 juni      | Leeds      | England   | Sverige   | 3 – 3    | För-EM 1995   |
| 10 juni     | Nottingham | Sverige   | Japan     | 2 – 2    | För-EM 1995   |
| 16 augusti  | Norrköping | Sverige   | USA       | 1 – 0    | Träningsmatch |
| 6 september | Göteborg   | Sverige   | Schweiz   | 0 – 0    | EM-kval       |
| 11 oktober  | Solna      | Sverige   | Skottland | 2 – 0    | Träningsmatch |
| 15 november | Solna      | Sverige   | Turkiet   | 2 – 2    | EM-kval       |

## 1996
| Datum       | Spelplats      |            |             | Resultat              | Typ av match  |
| ----------- | -------------- | ---------- | ----------- | --------------------- | ------------- |
| 22 februari | Hongkong, Kina | Japan      | Sverige     | 1 – 1, 6 – 5 ef. str. | Träningsmatch |
| 25 februari | Brisbane       | Australien | Sverige     | 0 – 2                 | Träningsmatch |
| 28 februari | Sydney         | Australien | Sverige     | 0 – 0                 | Träningsmatch |
| 24 april    | Belfast        | Nordirland | Sverige     | 1 – 2                 | Träningsmatch |
| 9 maj       | Helsingborg    | Sverige    | Slovakien   | 2 – 1                 | Träningsmatch |
| 16 maj      | Seoul          | Sydkorea   | Sverige     | 0 – 2                 | Träningsmatch |
| 1 juni      | Solna          | Sverige    | Vitryssland | 5 – 1                 | VM-kval       |
| 14 augusti  | Göteborg       | Sverige    | Danmark     | 0 – 1                 | Träningsmatch |
| 1 september | Riga           | Lettland   | Sverige     | 1 – 2                 | VM-kval       |
| 9 oktober   | Solna          | Sverige    | Österrike   | 0 – 1                 | VM-kval       |
| 10 november | Glasgow        | Skottland  | Sverige     | 1 – 0                 | VM-kval       |

## 1997
| Datum        | Spelplats |             |           | Resultat | Typ av match  |
| ------------ | --------- | ----------- | --------- | -------- | ------------- |
| 9 februari   | Bangkok   | Rumänien    | Sverige   | 0 – 2    | King's Cup    |
| 11 februari  | Bangkok   | Sverige     | Thailand  | 0 – 0    | King's Cup    |
| 13 februari  | Bangkok   | Sverige     | Japan     | 1 – 0    | King's Cup    |
| 16 februari  | Bangkok   | Thailand    | Sverige   | 1 – 3    | F King's Cup  |
| 12 mars      | Tel Aviv  | Israel      | Sverige   | 0 – 1    | Träningsmatch |
| 2 april      | Paris     | Frankrike   | Sverige   | 1 – 0    | Träningsmatch |
| 30 april     | Göteborg  | Sverige     | Skottland | 2 – 1    | VM-kval       |
| 22 maj       | Solna     | Sverige     | Polen     | 2 – 2    | Träningsmatch |
| 8 juni       | Tallinn   | Estland     | Sverige   | 2 – 3    | VM-kval       |
| 6 augusti    | Malmö     | Sverige     | Litauen   | 1 – 0    | Träningsmatch |
| 20 augusti   | Minsk     | Vitryssland | Sverige   | 1 – 2    | VM-kval       |
| 6 september  | Wien      | Österrike   | Sverige   | 1 – 0    | VM-kval       |
| 10 september | Solna     | Sverige     | Lettland  | 1 – 0    | VM-kval       |
| 11 oktober   | Solna     | Sverige     | Estland   | 1 – 0    | VM-kval       |

## 1998
| Datum       | Spelplats |           |           | Resultat | Typ av match  |
| ----------- | --------- | --------- | --------- | -------- | ------------- |
| 24 januari  | Orlando   | USA       | Sverige   | 1 – 0    | Träningsmatch |
| 29 januari  | Kingston  | Jamaica   | Sverige   | 0 – 0    | Träningsmatch |
| 25 mars     | Vigo      | Spanien   | Sverige   | 4 – 0    | Träningsmatch |
| 22 april    | Solna     | Sverige   | Frankrike | 0 – 0    | Träningsmatch |
| 28 maj      | Malmö     | Sverige   | Danmark   | 3 – 0    | Träningsmatch |
| 2 juni      | Göteborg  | Sverige   | Italien   | 1 – 0    | Träningsmatch |
| 19 augusti  | Örebro    | Sverige   | Ryssland  | 1 – 0    | Träningsmatch |
| 5 september | Solna     | Sverige   | England   | 2 – 1    | EM-kval       |
| 14 oktober  | Burgas    | Bulgarien | Sverige   | 0 – 1    | EM-kval       |

## 1999

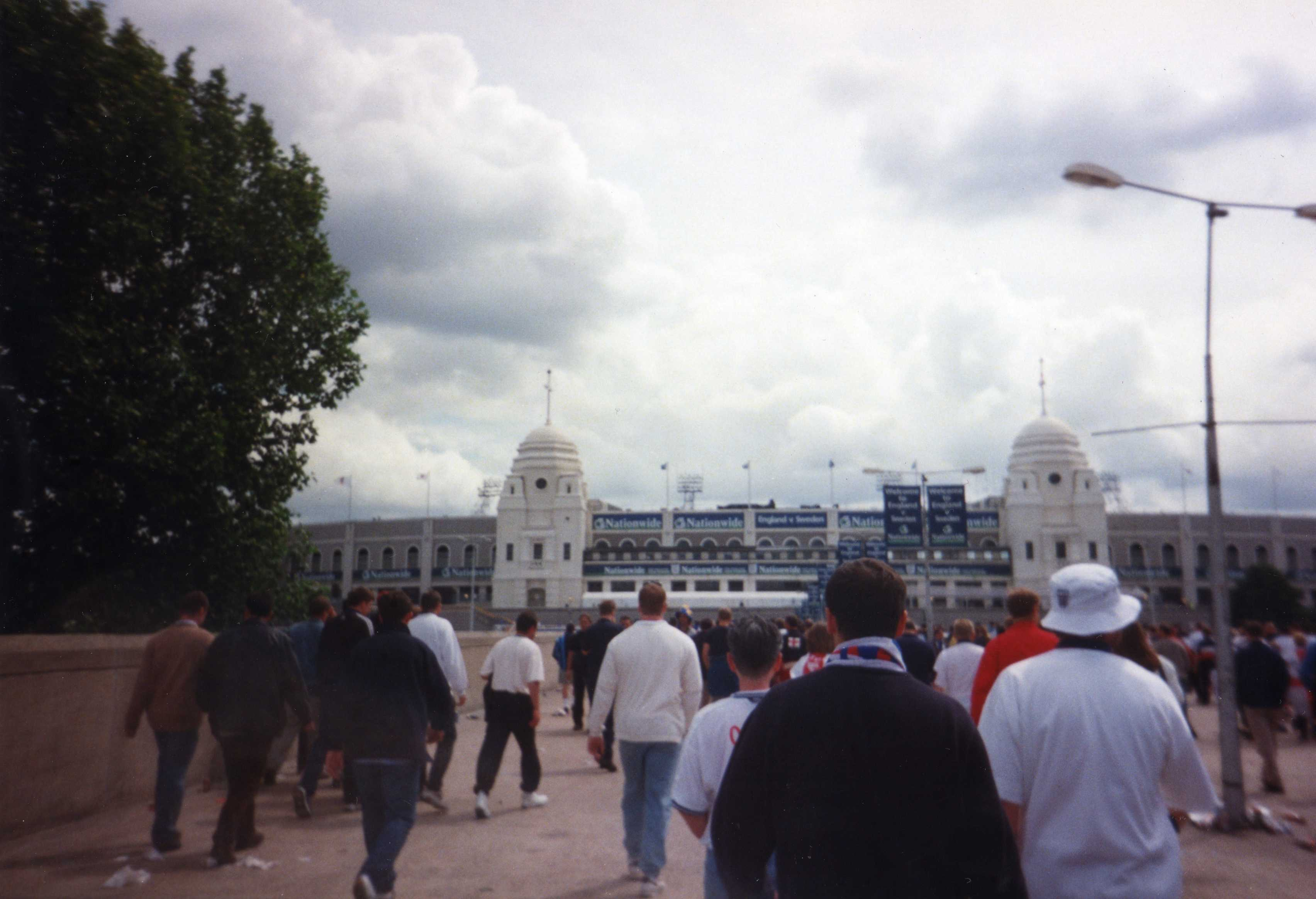
Publiken strömmar till Wembley Stadium inför England-Sverige 1999.

| Datum       | Spelplats              |           |           | Resultat      | Typ av match  | Målskyttar |
| ----------- | ---------------------- | --------- | --------- | ------------- | ------------- | ---------- |
| 10 februari | Tunis                  | Tunisien  | Sverige   | 0 – 1         | Träningsmatch |            |
| 27 mars     | Göteborg               | Sverige   | Luxemburg | 2 – 0         | EM-kval       |            |
| 31 mars     | Chorzów                | Polen     | Sverige   | 0 – 1         | EM-kval       |            |
| 28 april    | Dublin                 | Irland    | Sverige   | 2 – 0         | Träningsmatch |            |
| 27 maj      | Solna                  | Sverige   | Jamaica   | 2 – 1         | Träningsmatch |            |
| 5 juni      | Wembley Stadium London | England   | Sverige   | 0 – 0 Rapport | EM-kval       |            |
| 18 augusti  | Malmö                  | Sverige   | Österrike | 0 – 0         | Träningsmatch |            |
| 4 september | Solna                  | Sverige   | Bulgarien | 1 – 0         | EM-kval       |            |
| 8 september | Luxemburg              | Luxemburg | Sverige   | 0 – 1         | EM-kval       |            |
| 9 oktober   | Solna                  | Sverige   | Polen     | 2 – 0         | EM-kval       |            |
| 27 november | Pretoria               | Sydafrika | Sverige   | 1 – 0         | Träningsmatch |            |